# گوداگاندنیا
گوداگاندنیا (به لاتین: Godagandeniya) یک منطقهٔ مسکونی در سری‌لانکا است که در استان مرکزی (سری‌لانکا) واقع شده‌است.